# Pasmo Wiechy
Pasmo Wiechy – grzbiet górski na Pogórzu Bukowskim zamykający od południa Kotlinę Sanocką, pomiędzy doliną Niebieszczanki i Sanoczka na południu i zachodzie i doliną Młynówki na wschodzie. Długość pasma ok. 9 km, nazwa pochodzi od kulminacji Wiecha 472 m n.p.m. nad Prusiekiem w północnej części  i jakoś przyjęła się dla całego grzbietu. Grzbiet przebiega z południowego wschodu na północny zachód, prostopadle do swojego przebiegu, w kierunku doliny Sanu oddaje kilka długich grzbietów bocznych.
Grzbiet główny jest bardzo płaski, szeroki, miejscowo nawet bagnisty, najwyższą kulminacja są Stróżowskie Łazy, dalej na południe nad Porażem pasmo kończy się Księżą Górą 488 m n.p.m. Południowe stoki pasma, cały obszar Księżej Góry, oraz odcinkowo także rejon grani pokryty jest polami i łąkami, i poletkami myśliwskimi, większość grani i północne stoki pokryte są lasem, boczne grzbiety schodzące do doliny Sanu pokryte są polami i łąkami, zabudową wiosek Stróże Małe, Stróże Wielkie, Płowce, Zahutyń, oraz południowych dzielnic Sanoka: Posady, Jerozolimy, Zatorza. Południowe stoki odwadniają potoki Niebieszczanka i Młynówka, na północ płynie kilka potoków uchodzących bezpośrednio do Sanu na terenie Sanoka (Potok Płowiecki, Potok Stróżowski, Brodek, Zahutyń).  W górnej części doliny potoku Brodek znajdują się powierzchniowe wycieki ropy naftowej, do dziś eksploatowane chałupniczo metodą płytkich wykopów.